# Nikolas Lubbe
Nikolas Lubbe (* 14. August 1990 in Wilhelmshaven) ist ein deutscher Schachspieler und auf Onlineplattformen als Moderator und Kommentator tätig. Er trägt den Titel eines Großmeisters.

## Leben
Er erlernte das Schachspielen im Alter von sieben Jahren von seinem älteren Bruder. Seit dem 5. Dezember 2015 ist er mit der Großmeisterin der Frauen (WGM) Melanie Lubbe verheiratet. Im Jahre 2018 schloss er ein Studium der Rechtswissenschaften erfolgreich ab.

## Erfolge (Auswahl)
- 2006: 2. Platz Deutsche Meisterschaft U16
- 2010–2012: Niedersächsischer Landeseinzelmeister
- 2013: 2. Platz VfB-Open Leipzig (Verleihung des Titels Internationaler Meister)
- 2014: 1. Platz IM-Turnier Dänemark mit 8 Punkten aus 9 Partien
- 2017: 1. Platz GM-Turnier in Lüneburg
- 2019: 1. Platz GM-Turnier in Braunschweig, GM-Norm
- 2023: 2. Platz beim chessemy Open und damit die letzte GM-Norm

Quelle:

## Vereine und Ligen
Zurzeit ist Lubbe bei den Schachfreunden Neuberg sowie in der niederländischen, griechischen und luxemburgischen Liga aktiv.